# Shauna O'Brien
Pour les articles homonymes, voir O'Brien.
Shauna O'Brien, née le 17 octobre 1970 à Pasco dans l'État de Washington, est un mannequin de charme et une actrice américaine spécialisée dans les films érotiques.

## Filmographie
- 1990 48 heures de plus : la serveuse
- 1990 L'Expérience interdite : une des femmes de Joe
- 1991 Star Trek : La Nouvelle Génération (série télévisée) : la femme d'Omag
- 1992 Rock Video Girls 2 (documentaire) : elle-même
- 1992 Penthouse Satin & Lace : la Penthouse Pet
- 1993 Penthouse Satin & Lace II: Hollywood Undercover : le modèle de charme
- 1994 Penthouse: Party with the Pets (documentaire) : elle-même
- 1994 MacShayne: Winner Takes All (téléfilm) : la danseuse exotique
- 1994 Seduce Me: Pamela Principle 2 : Michelle
- 1995 Friend of the Family : Elke Taylor
- 1995 Wild Malibu Weekend! : Natalie Woodman
- 1995 Edenquest: Pamela Anderson : elle-même
- 1996 Starquest II (en)
- 1996 Over the Wire : Rachel
- 1996 Fugitive Rage : Josie Williams
- 1996 Friend of the Family II : Linda
- 1996 Damien's Seed : Connie
- 1997 Deadlock: A Passion for Murder : Kirsty
- 1997 Midnight Blue : Sandra
- 1997 The Escort : Suzanne Lane
- 1997 The Last Embrace : Jetgirl
- 1997 Striking Resemblance : Doria
- 1997 Penthouse: Fire and Ice (documentaire) : elle-même
- 1998 Girls of the 'B' Movies (documentaire) : elle-même
- 1998 Playboy: Rising Stars and Sexy Starlets (documentaire) : elle-même
- 1998 The Protector : la jolie fille
- 1998 Best of the Best 4: Without Warning : la fille Yuri
- 1998 Black Widow Escort : Suzanne Oliver
- 1996-1998 Beverly Hills Bordello (série télévisée) : Pam / Lily
- 1999 Desirable Liaisons (série télévisée) : Davina
- 1999 Voyeur : Gina Porter
- 2000 Lady Chatterley's Stories (en) (série télévisée) : Lady Chatterley
- 2000 Zorrita: Passion's Avenger : Zorrita
- 2000 The Seductress : Alexis Baxter
- 2000 Kama Sutra (série télévisée) : Camille / Daphné
- 2000 Sex Files: Creating the Perfect Man : Amy
- 2000 Sex Files: Erotic Possessions : Claire
- 2000 Emmanuelle 2000: Jewel of Emmanuelle : Maggie
- 2000 Emmanuelle 2000: Emmanuelle and the Art of Love : Maggie
- 2000 The Mistress Club : Stéphanie
- 2000 Scandal: The Big Turn On : Holly
- 2000 Emmanuelle 2000: Emmanuelle in Paradise : Maggie Henson
- 2000 Emmanuelle 2000: Emmanuelle's Intimate Encounters : Maggie Henson
- 2000 Emmanuelle 2000: Being Emmanuelle : Maggie Henson
- 2000 Fire and Ice : elle-même
- 2000 Primal : elle-même
- 2000 Love Goddesses of Hollywood (série télévisée documentaire) : elle-même
- 2001 Scandal: 15 Minutes of Fame : Lisa Taylor
- 2001 Platinum Blonde : Tawny
- 2001 Survivors Exposed : Babbette LaRoux
- 2001 Beach Blanket Malibu
- 2001 Emmanuelle 2001: Emmanuelle's Sensual Pleasures : Maggie Henson
- 2002 Dangerous Invitations : Sophie
- 2002 Madame Hollywood : Jeanie
- 2002 The Bare Wench Project 3: Nymphs of Mystery Mountain
- 2002 Frontline (série télévisée documentaire) : elle-même
- 2003 Baberellas : reine Sartanika
- 2003 Emmanuelle 2000: Emmanuelle Pie : Maggie Henson
- 2003 Bare Wench Project: Uncensored : Shauna
- 2005 Bare Wench: The Final Chapter (téléfilm) : Shauna
- 2006 Pretty Cool : doctoresse Maggie Henson
- 2008 The Lusty Busty Babe-a-que (téléfilm)
- 2013 Bare-Naked Survivor Again : Babbette LaRoux
- 2018 Erotiquest